# دشت مورت سفلي (مقاطعة دالاهو)
دشت مورت سفلي (بالفارسية: دشت مورت سفلی) هي قرية تقع في كرمانشاه في إيران. يقدر عدد سكانها بـ 131 نسمة بحسب إحصاء 2016.